# Margarida dos Países Baixos
Margarida Francisca (Ottawa, 19 de janeiro de 1943), é a terceira filha da rainha Juliana e do príncipe consorte Bernardo de Lippe-Biesterfeld e tia do atual monarca, o rei Guilherme Alexandre I. Ocupa a oitava posição na linha de sucessão ao trono holandês.
A princesa Margarida cumpre deveres reais representando a Casa Real em eventos oficiais ou semioficiais. Algumas destas funções levaram-na de volta ao Canadá (seu país de nascimento) e outras a participar dos eventos organizados pela marinha mercante holandesa, da qual ela é patrona.

## Nascimento e infância
A princesa Margarida Francisca nasceu em Ottawa, no Canadá, onde a família real holandesa vivia desde a ocupação nazi da Holanda em 1940. Foi a terceira filha da princesa Juliana, única filha e herdeira da rainha Guilhermina, e do seu marido, o príncipe Bernardo. A princesa tem duas irmãs mais velhas, a rainha Beatriz e a princesa Irene, e uma irmã mais nova, a princesa Cristina. A maternidade do Hospital Cívico de Ottawa, onde a princesa nasceu, foi temporariamente declarada extraterritorial pelo governo canadense, de modo a assegurar que a princesa recebia exclusivamente a cidadania neerlandesa, e não do Canadá, a que teria direito se tivesse nascido em solo canadense.
O nome da princesa (Margriet, em neerlandês) deriva da margarida, a flor usada durante a guerra como símbolo da resistência à Alemanha Nazi. Margarida foi batizada na St Andrew's Presbyterian Church, em Ottawa, no dia 29 de junho de 1943. Os seus padrinhos incluíram o Presidente dos Estados Unidos da América, Franklin D. Roosevelt, a rainha Maria do Reino Unido, a princesa herdeira Marta da Noruega, Martine Roell (dama de companhia da princesa Juliana) e a marinha mercante neerlandesa.
A princesa esteve nos Países Baixos pela primeira vez em agosto de 1945, depois da libertação do país. A princesa Juliana e o príncipe Bernardo regressaram ao Palácio de Soestdijk, em Baarn, onde a família vivia antes da guerra.

## Casamento e descendência
Enquanto estudava na Universidade de Leiden, Margarida conheceu o seu futuro marido, o plebeu Pieter van Vollenhoven. O noivado foi anunciado a 10 de Março de 1965 e os dois casaram-se a 10 de janeiro de 1967 em Haia. O casal tem quatro filhos:
- Maurício de Orange-Nassau, van Vollenhoven (1968). É casado com Marilène van den Broek e tem 3 filhos:
  - Anastásia ("Ana") Margarida Josefina de Lippe-Biesterfeld de Vollenhoven (2001)
  - Lucas Maurício Pedro Henrique de Lippe-Biesterfeld de Vollenhoven (2002)
  - Felícia Juliana Benedita Bárbara de Lippe-Biesterfeld de Vollenhoven (2005)
- Bernardo de Orange-Nassau, van Vollenhoven (1969). É casado com Annette Sekrève e tem 3 filhos:
  - Isabel Lilian Juliana de Vollenhoven (2002)
  - Samuel Bernardo Luís de Vollenhoven (2004)
  - Benjamin Pedro Floris de Vollenhoven (2008)
- Pedro Cristiano de Orange-Nassau, van Vollenhoven] (1972). É casado com Anita van Eijk (1969) e tem 2 filhos:
  - Ema Francisca Catarina de Vollenhoven (2006)
  - Pedro Antônio Maurício Eric de Vollenhoven (2008)
- Floris de Orange-Nassau, van Vollenhoven (1975). É casado com Aimée Söhngen e tem 3 filhos:
  - Magali Margarida Leonor de Vollenhoven (2007)
  - Eliane Sofia Carolina de Vollenhoven (2009)
  - Willem Jan van Vollenhoven (2013)

Os filhos da princesa Margarida portam os títulos de "Alteza" e "Príncipe de Orange-Nassau, van Vollenhoven". Como estes não são hereditários, os seus netos usam o sobrenome do avô paterno. Contudo, os filhos do príncipe Maurício que usam o sobrenome "van Lippe-Biesterfeld van Vollenhoven", em referência ao nome do pai de Margarida, o príncipe Bernardo de Lippe-Biesterfeld.
Os príncipes Pedro Cristiano e Floris perderam os seus direitos de sucessão ao trono holandês por não solicitarem autorização oficial do parlamento para se casarem.
A princesa Margarida tem os títulos de Princesa dos Países Baixos, Princesa de Orange-Nassau e Princesa e Lippe-Biesterfeld.

## Títulos e estilos
- 5 de agosto de 1939 - 10 de janeiro de 1967: Sua Alteza Real princesa Margarida dos Países Baixos, Princesa de Orange-Nassau, Princesa de Lippe-Biesterfeld
- 10 de janeiro de 1967 - presente: Sua Alteza Real princesa Margarida dos Países Baixos, Princesa de Orange-Nassau, Princesa de Lippe-Biesterfeld, Sra. Van Vollenhoven